# Ingeniería de menú

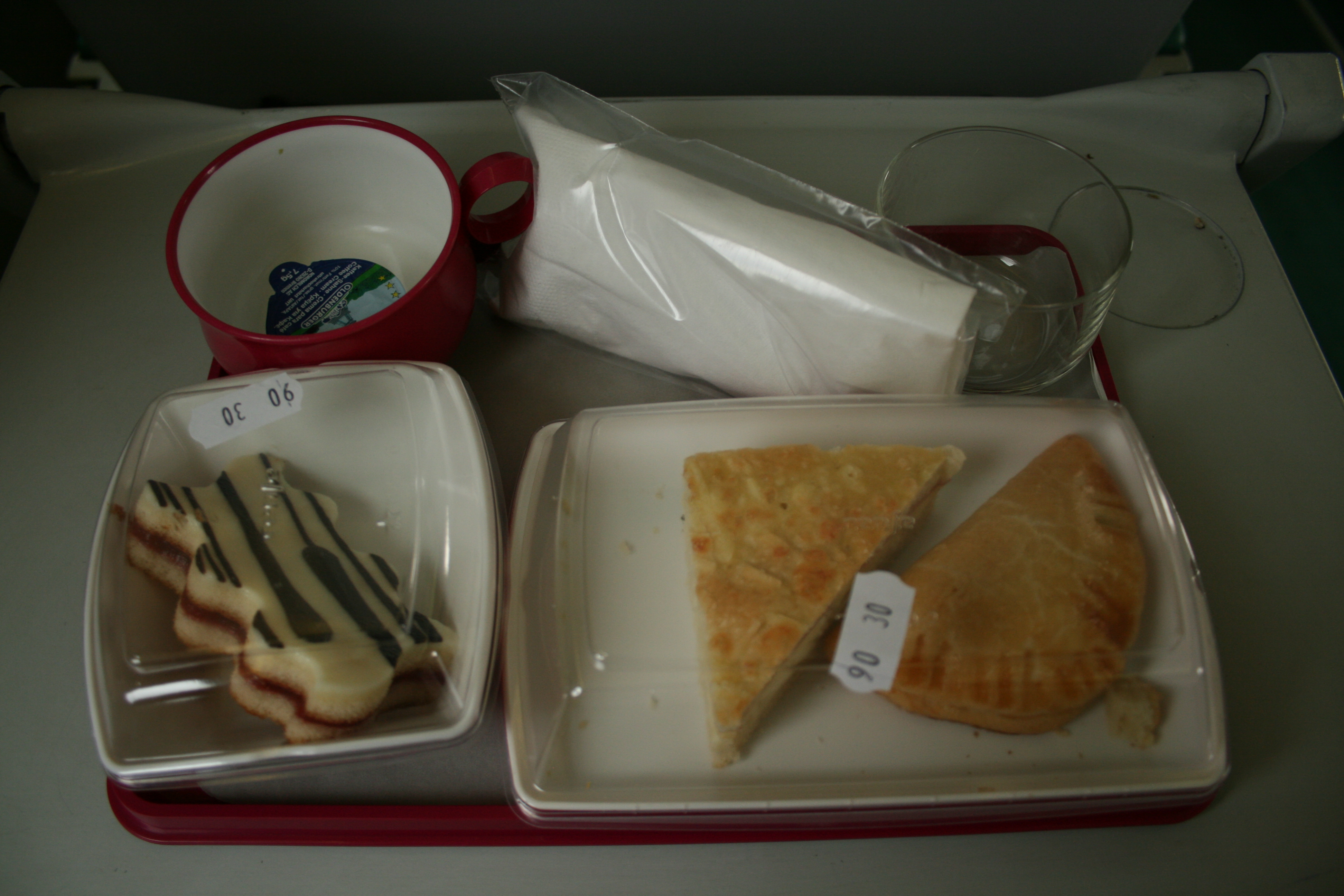
La ingeniería de menú es un concepto aplicado a numerosos puestos de atención culinaria al público - no necesariamente restaurantes.

La ingeniería de menú se trata de un campo interdisciplinario dedicado al estudio de diseño estratégico de menús. A veces se encuentra referenciado como psicología del menú. En general el término ingeniería de menú es un término empleado en la industria de la hostelería (específicamente en el contexto de restaurantes), pero puede ser aplicado a cualquier industria que ofrece una lista de productos o servicios a elección del consumidor. 
Por lo general se ha difundido únicamente el uso de la Matriz de Boston Consulting Group (BCG) para hablar de “Ingeniería del Menú” pero veremos que dicha herramienta es solo una de varias que a su vez se complementan. 
Las otras técnicas o herramientas que forman parte de la ingeniería del menú aportan conceptos que no entrega por sí sola la Matriz BCG. De ahí la necesidad de tener una visión más amplia para lograr tomar mejores decisiones en cuanto a la permanencia o no de los platos y bebidas de la carta.
Por lo tanto, cuando hablamos de “ingeniería del menú” utilizaremos las siguientes herramientas:
- Ingeniería de Precios (Principios de Omnes)
- Matriz de Boston Consulting Group
- Matriz Arthur D. Little (adaptada y reestructurada por Rodrigo Riquelme Barros)
- Índice de Rentabilidad por Plato (IRP)
- Índice de Popularidad
- Matriz de Pavesic (Costo-Margen)
- Matriz de Miller
- Análisis Multicriterio

## Características
El objeto de la ingeniería de menú es  aplicar los conocimientos técnicos de disciplinas como el marketing, la microeconomía, la nutrición, los procesos industriales, las técnicas culinarias  para maximizar la rentabilidad del menú de la empresa Intentando conciliar los objetivos económicos de la empresa (maximizar el beneficio) con los objetivos del cliente (maximizar la utilidad).  
Un aspecto relevante en la gestión del menú es que a diferencia de otras industrias, en la mayoría de los casos no se puede rechazar la demanda, ya que dado que hay un compromiso de una empresa por entregar la alimentación no es factible negar el servicio en la mayoría de los contratos, lo que implica un logística especial, control de mermas y rotación de stocks.
Un modelo interesante propuesto por Consultores como Raimundo Rodríguez de Chile, proponen que el objetivo de la Ingeniería del Menú busca equilibrar 3 factores (que es la tríada inconsistente de la alimentación colectiva o industrial)  estos factores son:
1.- Satisfacción del Cliente (o del comensal) 
2.- Control de Mermas (tanto de bodega como de mermas cocinadas)
3.- Control de Costos del Menú (tiene que ver con la logística, descuentos por volument entre otros)

## Campos de estudio
Los campos de estudio que contribuyen a la ingeniería de menús es: 
- Psicología (Percepción, Atención, Emoción/Afectos)
- Contabilidad directiva (Contribución a los análisis de costes marginales y de producto)
- Marketing & Estrategia (Pricing, Promoción)
- Diseño gráfico (Diseño de vistas, Tipografía)